# Candela (El Puchero del Hortelano)
Candela es el nombre del tercer álbum de estudio de la banda granadina El Puchero del Hortelano. Fue lanzado al mercado por Fourni Producciones Sonores en 2005.

## Lista de canciones
1. Pablito - 4:03
2. Miedo - 3:46
3. Si te miro - 3:21
4. Ochenta años - 3:59
5. Vive la vida - 3:50
6. Arrancarme los ojos - 3:50
7. Quiero saber - 3:52
8. De todas las cosas - 3:10
9. Bulerías del Poli Díaz - 2:08
10. Puchero de caramelos - 3:43
11. La quiero a morir - 3:12